# M90 motorway
Der M90 motorway (englisch für ‚Autobahn M90‘) in Schottland befindet sich zwischen Edinburgh und Perth und ist die nördlichste britische Autobahn. Der Teil von Inverkeithing bis hinter Milnathort wurde dem Verkehr in den Jahren 1964–1972 freigegeben, der Weiterbau bis Perth zog sich bis 1980.
Nahtlos an die von Edinburgh kommende Schnellstraße A90 anschließend beginnt die M90 in Inverkeithing am Nordende der Forth Road Bridge und führt an Dunfermline, Cowdenbeath und Kinross vorbei bis Perth, wo sie sich kurz vor dem Ende in zwei Äste aufspaltet. Der Nordwestast ist Teil der Umgehungsstraße von Perth und schließt an die von Stirling kommende und nach Norden führende Fernstraße A9 an. Der Nordostast geht fließend in die A90 (frühere Bezeichnungen M85 und A85) Richtung Dundee und Aberdeen über.
Die M90 wird als eine der unterdurchschnittlichsten Autobahnen im Vereinigten Königreich in Bezug auf den Ausbauzustand betrachtet. Zwischen den Anschlussstellen 1 und 2 besteht nur ein wenig mehr als 100 m langer gemeinsamer Auf-/Ausfahrtbereich für beide Anschlussstellen. Auf einem 13 Kilometer langen Stück fehlen Standstreifen, dort sind nur Pannenbuchten jede 1/4 Meile (400 Meter) vorhanden. Zwischen Milnathort und Bridge of Earn befindet sich die schärfste Kurve auf einer britischen Autobahn, als die Autobahn die Ausläufer der Ochil Hills bewältigt, mit einem Radius von 694,5 m (zur Zeit des Baus war ein minimaler Radius von 914 m der Standard). Im selben Gebiet liegt auch der steilste Abschnitt des britischen Autobahnnetzes, mit fast 6 % auf einigen Ausfahrten.
Im Rahmen des Neubaus der neuen Straßenbrücke über den Firth of Forth (offizieller Name: Queensferry Crossing, früher Forth Replacement Crossing) wurde die Autobahn südwärts verlängert, um westlich von Edinburgh an den M9 motorway anzuknüpfen. Dabei wurde der vorhandene Autobahnzubringer zur M9 zum Teil der M90 neu gewidmet. Seit der Fertigstellung der Brücke am 30. August 2017 ist die M90 direkt mit dem übrigen britischen Autobahnnetz verbunden.